# Centro de Atenção Integral à Saúde da Mulher
O Centro de Atenção Integral à Saúde da Mulher ou CAISM, é uma das unidades hospitalares pertencentes à Faculdade de Ciências Médicas da Universidade Estadual de Campinas (Unicamp).
O CAISM, nasceu de uma proposta de docentes da Faculdade de Ciências Médicas da Unicamp, particularmente do Departamento de Tocoginecologia. Idealizado para ser o “Hospital da Mulher” da Unicamp, foi inaugurado em março de 1986 e hoje é referência nacional em complexidade terciária e quaternária na assistência à saúde da mulher e do recém-nascido, inclusive para casos de emergência. Pelo pioneirismo, se consolidou como referência nacional para o tratamento de câncer ginecológico e mamário.

## Institucional
Atendendo exclusivamente através do SUS, constitui-se num hospital que presta assistência multiprofissional e interdisciplinar, além de promover o ensino, a pesquisa e a extensão. Instalado no complexo hospitalar da área de saúde da Unicamp é formado por um conjunto de oito prédios, que totalizam cerca de 15 mil m² de área construída.
Considerado a maior unidade hospitalar de atenção à saúde da mulher do Estado de São Paulo, o CAISM dispõe de 139 leitos distribuídos entre as sub-especialidades da Obstetrícia, Neonatologia, Ginecologia, Oncologia, Ginecológica e Mastologia, por onde já passaram mais de 1,5 milhão de pacientes. O hospital conta ainda com uma Seção de Apoio Social, estruturada para oferecer alojamento as pacientes com dificuldades em manter o tratamento ambulatorial ou que necessitem estar próximas dos seus filhos recém-nascidos em tratamento intensivo na neonatologia.
Convênios com o Ministério da Saúde, a Secretaria de Saúde do Estado de São Paulo, Organização Panamericana de Saúde e OMS possibilitaram à instituição democratizar o acesso a essa medicina de alta complexidade.
O CAISM possui um quadro de pessoal com cerca de 1.100 funcionários e atende uma média de 250 partos e 7.000 consultas ambulatoriais por mês, entre outros procedimentos. Por sua excelência em atividades de assistência, ensino e pesquisa conquistou títulos importantes como Hospital Amigo da Criança – HAC, em 2003. Em 2004 foi recertificado pelo Ministério da Saúde e da Educação como hospital de ensino e atualmente integra a Rede Nacional de Hospitais Sentinela do Ministério da Saúde.
Missão

- Prestar assistência interprofissional e interdisciplinar integrada, especializada, regionalizada, humanizada e referenciada no campo da saúde da mulher e do recém-nascido como centro de referência de maior complexidade no Sistema Único de Saúde (SUS);
- Propiciar o desenvolvimento das atividades de ensino de graduação, pós-graduação e extensão em sintonia com as diretrizes da Faculdade de Ciências Médicas (FCM);
- Promover e propiciar atividades de formação, capacitação técnico-profissional e de educação continuada para recursos humanos na área de saúde;
- Promover e realizar atividades de pesquisa no campo da saúde da mulher e do recém-nascido.

## Laboratórios
Para estruturar as atividades assistênciais e científicas, fortalecendo ainda a capacitação docente e a promoção da formação de profissionais de alto nível, existem no CAISM oito laboratórios que asseguram a demanda de milhões de exames de pacientes do CAISM. Hoje, a estrutura laboratorial do hospital atua nas áreas de citopatologia, bioquímica, hormônios, microbiologia do trato genital feminino, parasitologia, urinálise, marcadores tumorais, biologia molecular, citogenética e cultivo celular.